# Stanley Dziedzic
Stanley Dziedzic (Pensilvania, Estados Unidos, 5 de abril de 1948) es un deportista estadounidense retirado especialista en lucha libre olímpica donde llegó a ser medallista de bronce olímpico en Montreal 1976.

## Carrera deportiva
En los Juegos Olímpicos de 1976 celebrados en Montreal ganó la medalla de bronce en lucha libre olímpica de pesos de hasta 74 kg, tras el luchador japonés Jiichiro Date (oro) y el iraní Mansour Barzegar (plata).